# Фантастическая четвёрка (фильм, 2005)
«Фантастическая четвёрка» (англ. Fantastic Four) — американский супергеройский фильм 2005 года режиссёра Тима Стори, основанный на одноимённой супергеройской команде Marvel Comics. Дистрибьюцией картины занималась компания 20th Century Fox. В фильме снялись: Йоан Гриффитт, Джессика Альба, Крис Эванс, Майкл Чиклис, Джулиан МакМэхон и Керри Вашингтон.
Это второй художественный фильм о Фантастической четвёрке. Предыдущий проект под названием «Фантастическая четвёрка» был фильмом категории B, спродюсированным Роджером Корманом, так и не вышедшем в кинотеатрах. Премьерный показ «Фантастической четвёрки» состоялся 8 июля 2005 года. Несмотря на кассовый успех, составивший около 333 млн $ по всему миру, картина получила преимущественно негативные отзывы кинокритиков. 
В 2007 году было выпущено продолжение под названием «Фантастическая четвёрка: Вторжение Серебряного сёрфера», а в 2015 году состоялся перезапуск франшизы.

## Сюжет
Обанкротившийся физик доктор Рид Ричардс, приходит к выводу, что эволюция на Земле была вызвана космической бурей, соприкоснувшейся с планетой миллионы лет назад. Согласно его расчётам, облако с тем же структурным составом в скором времени пересечёт орбиту Земли. Вместе со своим другом, астронавтом Беном Гриммом, Рид убеждает доктора Виктор фон Дума, генерального директора «Von Doom Industries», позволить ему отправиться на космическую станцию компании в целях изучения влияния облака на биологические образцы. Фон Дум соглашается, потребовав полный контроль над экспериментом и большую часть прибыли от любого применения данных, полученных по его завершении. В их совместный полёт также отправляются руководитель генетических исследователей и бывшая девушка Рида Сьюзан Шторм и её младший брат Джонни Шторм в качестве основного пилота.
Оказавшись в космосе, квинтет наблюдает за облаками космической энергии, однако, допустивший просчёт Рид обнаруживает, что облако материализуется раньше времени. Рид, Сьюзан и Джонни покидают радиус действия защитных экранов, чтобы спасти Бена, который отправился в открытый космос, чтобы разместить образцы. Бен оказывается в самом эпицентре действия облака, в то время как остальные получают более ограниченную дозу. По возвращении на Землю у все пятерых в скором времени проявляются сверхчеловеческие способности: Рид получает возможность растягиваться словно резина, Сьюзан оказывается в состоянии становиться невидимой и проецировать силовые поля в моменты выброса эмоций, Джонни получает способность покрывать своё тело огнём и летать, а Бен превращается в огромное каменное чудовище со сверхчеловеческой силой и прочностью. Тем временем Виктор сталкивается с недовольством своих инвесторов из-за провалившейся экспедиции.
Бен возвращается домой к своей невесте Дебби, однако та не принимает произошедшие с ним метаморфозы и убегает в страхе перед ним. Бен погружается в одиночество на Бруклинском мосту, где останавливает человека от самоубийства, однако, его действия вызывают масштабную аварию. Четверо используют свои уникальные способности, чтобы снизить уровень ущерба и предотвратить гибель находящихся на мосту людей. В то время как публика восторженно приветствует новоявленных героев, невеста Бена оставляет своё обручальное кольцо и уходит. Рид протягивает кольцо разбитому горем Бену и обещает найти способ вернуть его в первоначальное состояние. СМИ нарекает квартет «Фантастической четвёркой», в результате чего все четверо оказываются в центре внимания. В это время Виктор узнаёт, что акции его компании упали в цене, что в скором времени приведёт к банкротству. Четверо переезжают в лабораторию Рида в Здании Бакстера в целях изучения природы их способностей. Виктор предлагает свою поддержку, в то же время обвиняя Рида в провале миссии.
Рид сообщает остальным членам команды, что собирается построить машину, которая воссоздаст бурю и нейтрализует аномалии в их телах, однако, в случае поспешности, эффекты могут только усилиться. Тем не менее, Джонни отказывается лишаться своих сил и использует их, чтобы победить в экстремальных видах спорта, а затем раскрывает способности Рида, Сьюзан и Бена общественности, что приводит к небольшой драке между ним и Беном. Тем временем Виктор продолжает мутировать: ткани его тела покрываются органическим металлом и открывают в себе способности концентрировать электрические разряды. С новообретённой силой он начинает строить планы мести. Виктор увеличивает раскол между Ридом и Беном, в результате чего последний приходит в ярость. Сьюзан же отчитывает Джонни за то, что тот использует свои способности, чтобы обзавестись популярностью. Конфликты вынуждают Рида испробовать машину на себе, однако в его распоряжении не оказывается достаточного количества энергии, чтобы аппарат сработал. Виктор слышит, как Рид говорит об этом Сьюзан, и приводит Бена в лабораторию. Дум использует свои способности для производства электроэнергии, необходимой для питания устройства, возвращая Бена в нормальное состояние, что, в свою очередь, ускоряет мутацию самого Дума, в результате чего большая часть его тела покрывается металлом. Затем Виктор нейтрализует Бена и похищает Рида.
Виктор, провозгласив себя «Доктором Думом», надевает металлическую маску, чтобы скрыть своё обезображенное лицо. Он начинает пытать Рида с помощью супер-охладительного устройства. После этого Дум выстреливает тепловой ракетой по Зданию Бакстера, чтобы убить Джонни, из-за чего тому приходится пролететь через весь город, чтобы уклониться от снаряда и сжечь мусорную баржу, обойдя принцип действия ракеты. Сьюзан отправляется остановить Дума в одиночку, в то время как Бен начинает жалеть о своём решении стать обычным человеком. Сьюзан освобождает Рида и вступает в открытую конфронтацию с Думом, но тот пересиливает её, однако положение спасает вновь превратившийся в Существо Бен. Битва перемещается на улицы города, где все члены Фантастической четвёрки встают плечом к плечу для сражения с Думом. Джонни и Сьюзан объединяют свои силы, чтобы заточить Дума в наполненном огнём пространстве, а Бен и Рид обливают его холодной водой, что замораживает Виктора в результате сильно охлаждения.
В конечном итоге Бен сообщает Риду, что принял свой облик благодаря Алисии Мастерс, слепой художницы, с которой у него завязались отношения, в то время как другие члены команды также решают принять свой статус в качестве супергеройской команды. Рид делает предложение Сьюзан, которая соглашается, и между ними происходит поцелуй. Между тем, статую ещё живого Дума перевозят на его родину Латверию.

## В ролях
| Актёр            | Роль                           |
| ---------------- | ------------------------------ |
| Йоан Гриффитт    | Рид Ричардс / Мистер Фантастик |
| Джессика Альба   | Сьюзан Шторм / Невидимая Леди  |
| Крис Эванс       | Джонни Шторм / Человек-факел   |
| Майкл Чиклис     | Бен Гримм / Существо           |
| Джулиан Макмэхон | Виктор фон Дум / Доктор Дум    |
| Хэмиш Линклейтер | Леонард                        |

| Актёр           | Роль                  |
| --------------- | --------------------- |
| Керри Вашингтон | Алисия Мастерс        |
| Лори Холден     | Дэбби МакИлвейн       |
| Кевин МакНалти  | Джимми О’Хулихан      |
| Мария Менунос   | сексуальная медсестра |
| Майкл Копса     | Нед Сесил             |
| Стэн Ли         | Уилли Лампкин         |

Как и во многих других предыдущих фильмах по лицензии Marvel Comics, соавтор Fantastic Four Стэн Ли появился в картине в качестве камео. Он сыграл Уилли Лампкина, работника почтовой службы, который поприветствовал команду в Здании Бакстера. Хью Джекман повторил роль Логана / Росомахи в сцене трансформации Рида Ричардса, чьё лицо приняло очертания лица Росомахи в исполнении Джекмана в попытке удивить Сьюзан Шторм. Сцена была вырезана из театральной версии «Фантастической четвёрки» и добавлена в «расширенную версию» фильма. Канадские радиовещатели Терри Дэвид Маллиган и Бен Малруни, а также американская телеведущая Лорен Санчес появились в качестве репортёров. В сценах с X Games снялись профессиональные гонщики-мотофристайлеры Кенни Бартрам и Брайан Диган, а также репортёр Джейми Литтл. Дэвид Паркер и Паскаль Хаттон появились в роли Эрни и и девушки из ночного клуба.

## Производство
В 1983 году продюсер немецкого происхождения Бернд Айхингер встретился со Стэном Ли из Marvel Comics в доме Ли в Лос-Анджелесе, чтобы обсудить возможность постановки фильма, основанного на комиксах про Фантастическую четвёрку. В 1986 году компания Айхингера Constantin Film приобрела права на экранизацию комикса у Marvel Comics за «небольшую сумму», оцененную продюсером в $250 000. Warner Bros. и Columbia Pictures были заинтересованы в проекте, однако отказались выделять Айхингеру бюджет в размере $40-45 млн. Поскольку права истекали 31 декабря 1992 года, Айхингер попросил у Marvel отсрочку. Получив отказ, продюсер запланировал снять малобюджетную картину, чтобы сохранить права на персонажей. В 2005 году он заявил, что студия не требовала крупного проекта. В 1992 году он обратился к специалисту по фильмам категории B Роджеру Корману относительно производства фильма. Первоначально его бюджет составлял $5 млн, а впоследствии был уменьшен до $1 млн. В 1994 году было объявлено, что фильм будет называться «Фантастическая четвёрка». В кинотеатрах был показан трейлер фильма, а актёры отправились в промотур, однако официального выхода фильма не состоялось. Картину заклеймили мусорным комиксом, а её существование заключалось исключительно в сохранении прав. Ли и Айхингер заявили, что актёры не имели представление о сложившейся ситуации. Негативы были выкуплены Marvel Marvel, в то время как 20th Century Fox занималась производством крупнобюджетной экранизации Фантастической четвёрки, а также потенциальным спин-оффом о Серебряном сёрфере летом 1998 года.
В 1995 году Крис Коламбус был нанят 20th Century Fox по инициативе Ави Арада и Ральфа Уинтера, чтобы написать сценарий и направить фильм. Он разработал сценарий совместно с Майклом Францем, однако решил покинуть режиссёрское кресло и сосредоточиться на продюсировании картины через свою компанию 1492 Pictures. В 1997 году Питер Сигал был назначен режиссёром, а к концу года был заменён на Сэма Вайсмана. Филипп Мортон написал сценарий, который был переписан в 1998 году Сэмом Хэммом в попытках снизить прогнозируемый бюджет в размере $165 млн. В феврале 1999 года Айхингер и Fox подписали контракт с Marvel о продлении контракта на использование прав до 2001 года, так как не укладывались в срок. В следующем году Раджа Госнелл был назначен режиссёром. О разработке фильма было объявлено в августе 2000 года, а премьера была запланирована на 4 июля 2001 года. Госнелл ушёл из проекта для работы над фильмом «Скуби-Ду». В 2001 году его заменил Пейтон Рид, а Марк Фрост был привлечён для переписывания сценария. Рид покинул проект два года спустя. В 2015 году сам Рид объяснил, что он и студия имели разное представление о концепции фильма: «Я работал большую часть года с тремя различными группами сценаристов. Через некоторое время мне стало ясно, что Fox хотят совсем другой фильм и сильно отталкиваются от даты премьеры. Поэтому, в конечном итоге, решили прекратить сотрудничество». Версия Рида черпала вдохновение из картины «Вечер трудного дня» 1964 года. Изначально планировалось, что роль Рида Ричардса исполнит Алексис Денисоф, Шарлиз Терон сыграет Сьюзан Шторм, Пол Уокер появится в роли Джонни Шторма, Джон Кристофер Райли перевоплотится в Бена Гримма, а партия Виктора фон Дума отойдёт Джуду Лоу. Шон Эстин был одним из кандидатов на пост режиссёра и планировал привлечь к роли Невидимой леди либо Кристину Агилеру, либо Кэмерон Диас. Несмотря на то, что Эстин ранее никогда не режиссировал полнометражный фильм и не читал комиксы, он хотел активизироваться в кинопроизводстве и считал, что создание фильма про Фантастическую четвёрку позволит ему оставить след. Несмотря на то, что он не получил работу, Том Ротман был впечатлен его энтузиазмом и выразил надежду поработать с Эстином над каким-нибудь будущим проектом. Marvel вела переговоры с Робертом Дауни-младшим на предмет исполнения роли Доктора Дума.
Тим Стори был назначен режиссёром фильма, после того, как студия была впечатлена его ранним фильмом «Нью-Йоркское Такси». Саймон Кинберг также написал проект сценария. Съёмки фильма начались в августе в Ванкувере, Канаде и завершились в мае 2005 года. После выхода «Суперсемейки» 2004 года, Айхингеру было поручено внести значительные изменения в сценарий и добавить больше спецэффектов из-за сходства проектов.

## Музыка
| Оценки критиков | Оценки критиков |
| Источник        | Оценка          |
| --------------- | --------------- |
| IGN             | 6.9/10          |
| Allmusic        | [ 34 ]          |

Fantastic 4: The Album — официальный саундтрек фильма «Фантастическая четвёрка». В работе над саундтреком были задействованы две супергруппы, сформированные специально для альбома: Loser (бывший гитарист группы Marilyn Manson John 5) и T.F.F. (с участием Броди Даля из The Distillers, Криса Честера из Jet, Ника Зиннера из Yeah Yeah Yeahs и Дольфа де Датсуна из The Datsuns).
| №   | Название                             | Исполнитель                       | Длительность |
| --- | ------------------------------------ | --------------------------------- | ------------ |
| 1.  | «Come On, Come In»                   | Velvet Revolver                   | 3:50         |
| 2.  | «Error: Operator» (demo version)     | Taking Back Sunday                | 3:09         |
| 3.  | «Relax»                              | Chingy                            | 3:31         |
| 4.  | «What Ever Happened to the Heroes»   | Joss Stone                        | 3:56         |
| 5.  | «Waiting (Save Your Life)»           | Omnisoul                          | 4:02         |
| 6.  | «Always Come Back to You»            | Ryan Cabrera                      | 3:33         |
| 7.  | «Everything Burns»                   | Ben Moody feat. Anastacia         | 3:41         |
| 8.  | «New World Symphony»                 | Miri Ben-Ari feat. Pharoahe Monch | 4:01         |
| 9.  | «Die for You» (Fantastic Four mix)   | Megan McCauley                    | 3:49         |
| 10. | «Noots»                              | Sum 41                            | 3:49         |
| 11. | «Surrender» (Cheap Trick cover)      | Simple Plan                       | 2:58         |
| 12. | «I'll Take You Down»                 | T.F.F.                            | 2:50         |
| 13. | «On Fire»                            | Lloyd Banks                       | 3:07         |
| 14. | «Reverie»                            | Megan McCauley                    | 3:55         |
| 15. | «Goodbye to You»                     | Breaking Point                    | 3:51         |
| 16. | «Shed My Skin»                       | Alter Bridge                      | 5:08         |
| 17. | «In Due Time»                        | Submersed                         | 4:04         |
| 18. | «Disposable Sunshine»                | Loser                             | 3:27         |
| 19. | «Now You Know»                       | Miss Eighty 6 feat. Classic       | 3:03         |
| 20. | «Kirikirimai» (Fantastic Four remix) | Orange Range                      | 3:14         |

### Музыка
12 июля 2005 года Varèse Sarabande выпустила альбом, содержащий музыку к фильму за авторством Джона Оттмана.
| №   | Название             | Длительность |
| --- | -------------------- | ------------ |
| 1.  | «Main Titles»        | 2:34         |
| 2.  | «Cosmic Storm»       | 4:47         |
| 3.  | «Superheroes»        | 5:52         |
| 4.  | «Experiments»        | 2:41         |
| 5.  | «Planetarium»        | 1:28         |
| 6.  | «Entanglement»       | 1:13         |
| 7.  | «Power Hungry»       | 4:26         |
| 8.  | «Changing»           | 2:47         |
| 9.  | «Lab Ra»             | 4:50         |
| 10. | «Unlikely Saviors»   | 2:15         |
| 11. | «Bye Bye Ned»        | 2:16         |
| 12. | «Battling Doom»      | 7:02         |
| 13. | «Bon Voyage»         | 1:16         |
| 14. | «Fantastic Proposal» | 2:21         |

## Выпуск

### Продвижение
Тизер-трейлер фильма был показан на сеансах «Электры» 2004 года. Американская премьера фильма «Фантастическая четвёрка» была перенесена с 1 июля 2005 года на 8 июля, чтобы избежать конкуренции с «Войной миров» Стивена Спилберга за первую неделю. Фильм стартовал в 3602 кинотеатрах США. На следующей неделе их число возросло до 3619. Популярный сценарист Marvel Comics Питер Дэвид написал новеллизацию «Фантастической четвёрки», в которую были добавлены фильмы, не вошедшие в фильм.

### Выход на носителях
20th Century Fox Home Entertainment выпустила фильм «Фантастическая четвёрка» в декабре 2005 года. В тот же день он был выпущен на VHS. Эта версия несколько отличалась от театральной:
- Присутствовала сцена, в которой Рид и Сьюзан находились в кладовке Здания Бакстера. На одной из полок находится робот Г.Е.Р.Б.И. из мультсериала «Фантастическая четвёрка» 1978 года.
- В другой сцене Рид и Сью провели свидание у Статуи Свободы. В театральной версии их свидание проходило в планетарии. В версии для DVD Рид имитировал лицо Росомахи в исполнении Хью Джекмана, ломая четвёртую стену и смотря прямо в камеру. За этой сцены создатели намеревались создать связь с серией фильмов о Людях Икс[41].

14 ноября 2006 года состоялся релиз Blu-ray издания фильма.

#### Расширенная версия
В июне 2007 года была выпущена расширенная версия «Фантастической четвёрки». Эта версия включала 20 минут удалённых сцен, а также предварительный просмотр продолжения, фильма «Фантастическая четвёрка: Вторжение Серебряного сёрфера». Было уделено больше внимания отношениям Бена и Алисии, манипуляциям Дума по образованию раскола в команде, а также неприятные последствия образа жизни Человека-факела.

## Восприятие
«Фантастическая четвёрка» успешно стартовала в прокате, заработав за первую неделю $56 061 504 на территории 3602 кинотеатров. К концу 2005 года фильм собрал $154 696 080 в Северной Америке и $333 535 934 на международном арене.
Фильм получил преимущественно отрицательные отзывы. На сайте Rotten Tomatoes его рейтинг составляет 28 % со средней оценкой в 4,6 баллов из 10 на основе 218 рецензий. Консенсус сайта гласит: «Испорченная глупыми потугами остроумия, слабой актёрской игрой и безвкусным повествованием, „Фантастическая четвёрка“ представляет собой посредственную попытку показать старейшую команду Marvel на большом экране». Metacritic, который выставляет оценки на основе среднего арифметического взвешенного, дал фильму 40 баллов из 100 на основе 35 рецензий. Зрители, опрошенные CinemaScope, дали фильму среднюю оценку «B» по шкале от A+ до F.
Стивен Хантер из The Washington Post отметил, что «в фильме акцент скорее делается на персонажах, чем на сюжете», который по большей части является ориджином. Он охарактеризовал фильм как «броскую, забавную киноадаптацию знаменитых супергероев Marvel», раскритиковав последние двадцать минут. Джо Лейдон из Variety назвал фильм «простоватым», но в то же время и «чересчур рваным». Джеймс Берардинелли из ReelViews, будучи поклонником комиксов, был разочарован фильмом, заявив: «Это кино больше походит на супергеройские фильмы категории B, чем на картину класса A, которой он должен был быть». Берардинелли похвалил Чиклиса за выдающееся исполнение роли Существа, несмотря на то, что тот был «похоронен под тонной грима»: «У „Фантастической четвёрки“ есть светлые моменты, отдельные сцены, которые хорошо работают». Оуэн Глейберман из Entertainment Weekly описал фильм как «что-то из 60-х годов» и раскритиковал его в сравнении с другими супергеройскими фильмами того времени, такими как «Человек-паук 2» 2004 года, «Бэтмен: Начало» 2005 года и «Суперсемейка» 2004 года. Тем не менее, фильм получил более положительные отзывы после провала перезапуска 2015 года.
«Фантастическая четвёрка» была номинирована на премию «Сатурн», как лучший научно-фантастический фильм, но проиграла фильму «Звёздные войны. Эпизод III: Месть ситхов». Он получил две номинации MTV Movie Awards 2006 в категориях «Лучший герой» для Джессики Альбы, которая проиграла Кристиану Бейлу из фильма «Бэтмен: Начало»; и «Лучшая экранная команда» для Альбы, Майла Чиклиса, Криса Эванса и Йоана Гриффита, которые проиграли Винсу Вону и Оуэну Уилсону из фильма «Незваные гости». Альба была номинирована на антипремию «Раззи» за «Худшую женскую роль» за фильмы «Фантастическая четвёрка» и «Добро пожаловать в рай!», но проиграла Дженни Маккарти, за фильм «Грязная любовь». Фильм был удостоен премии Stinkers Bad Movie Awards за «худший сценарий фильма, стоимость которого превысила 100 млн $».
| Год  | Премия                        | Категория                                                        | Получатель                                              | Результат | Ссылка |
| ---- | ----------------------------- | ---------------------------------------------------------------- | ------------------------------------------------------- | --------- | ------ |
| 2005 | Black Movie Award             | «Выдающиеся достижения в режиссуре»                              | Тим Стори                                               | Номинация | [ 58 ] |
| 2005 | The Stinkers Bad Movie Awards | «Худший сценарий фильма, стоимость которого превысила 100 млн $» | Майкл Франс и Марк Фрост                                | Номинация | [ 58 ] |
| 2005 | Golden Schmoes Awards         | «Наибольшее разочарование года»                                  | Ави Арад, Бернд Айхингер и Ральф Уинтер                 | Победа    | [ 58 ] |
| 2005 | Golden Schmoes Awards         | «Худший фильм года»                                              | Ави Арад, Бернд Айхингер и Ральф Уинтер                 | Номинация | [ 58 ] |
| 2005 | Teen Choice Awards            | «Лучший летний фильм»                                            | Ави Арад, Бернд Айхингер и Ральф Уинтер                 | Номинация | [ 58 ] |
| 2006 | Saturn Award                  | «Лучший научно-фантастический фильм»                             | Ави Арад, Бернд Айхингер и Ральф Уинтер                 | Номинация | [ 58 ] |
| 2006 | Teen Choice Awards            | «Лучший летний фильм»                                            | Ави Арад, Бернд Айхингер и Ральф Уинтер                 | Номинация | [ 58 ] |
| 2006 | BMI Film & TV Awards          | «Лучшая музыка»                                                  | Джон Оттман                                             | Победа    | [ 58 ] |
| 2006 | Image Award                   | «Лучшая режиссура в художественном/телевизионном фильме»         | Тим Стори                                               | Номинация | [ 58 ] |
| 2006 | Image Award                   | «Лучшая актриса»                                                 | Джессика Альба                                          | Номинация | [ 58 ] |
| 2006 | MTV Movie Award               | «Лучшая экранная команда»                                        | Джессика Альба, Йоан Гриффит, Крис Эванс и Майкл Чиклис | Номинация | [ 58 ] |
| 2006 | MTV Movie Award               | «Лучшая героиня»                                                 | Джессика Альба                                          | Номинация | [ 58 ] |
| 2006 | Kids’ Choice Awards           | «Любимая киноактриса»                                            | Джессика Альба                                          | Победа    | [ 58 ] |
| 2006 | Razzie Award                  | «Худшая актриса»                                                 | Джессика Альба                                          | Номинация | [ 58 ] |
| 2006 | Scream Award                  | «Сексуальная супергероиня»                                       | Джессика Альба                                          | Победа    | [ 58 ] |
| 2006 | Scream Award                  | «Лучший супергерой»                                              | Крис Эванс                                              | Номинация | [ 58 ] |

## Будущее
15 июня 2007 года состоялся выход сиквела фильма под названием «Фантастическая четвёрка: Вторжение Серебряного сёрфера». Весь актёрский состав и режиссёр Тим Стори вернулись к работе. Сиквел получил смешанные отзывы, однако был принят лучше своего предшественника, но, в то же время, имел меньшие кассовые сборы. После отмены третьей части 20th Century Fox перезапустила франшизу с фильмом «Фантастическая четвёрка» 2015 года. Картина получила разгромную критику и провалилась в прокате, что привело к отмене сиквела, запланированного на 2017 год.
14 декабря 2017 года The Walt Disney Company согласовала сделку в $52,4 млрд по покупке 21st Century Fox, включая права на «Фантастическую четвёрку» от 20th Century Fox. Генеральный директор Disney Боб Айгер заявил, что Marvel Studios планирует интегрировать Фантастическую четвёрку наряду с Людьми Икс и Дэдпулом в свою киновселенную. 20 марта 2019 года сделка в $71,3 млрд была официально закрыта. В июле 2019 года на San Diego Comic-Con президент Marvel Studios Кевин Файги подтвердил, что новый фильм о Фантастической четвёрке находится в разработке. «Фантастическая четвёрка: Первые шаги» стал первым фильмом шестой фазы КВМ; его премьера состоялась 25 июля 2025 года.
Крис Эванс вернулся к роли Джонни Шторма / Человека-факела в качестве камео в фильме КВМ «Дэдпул и Росомаха», вышедшем в 2024 году.